# Josep Vendrell Gardeñes
Pour les articles homonymes, voir Vendrell (homonymie).
Josep Vendrell Gardeñes, né le 11 juillet 1968 à Camarasa, est un homme politique espagnol membre de Initiative pour la Catalogne Verts (ICV).
Il est élu député de la circonscription de Barcelone lors des élections générales de décembre 2015.

## Biographie

### Profession
Josep Vendrell Gardeñes est titulaire d'une licence en histoire et géographie.

### Activités politiques
Il est secrétaire général de Initiative pour la Catalogne Verts.
Le 20 décembre 2015, il est élu député pour Barcelone au Congrès des députés et réélu en 2016. Il est nommé directeur de cabinet de la troisième vice-présidente du gouvernement Yolanda Díaz en avril 2021.